# Гонка Формулы-E в Риме
Гонка Формулы-Е в Риме (англ. Rome E-Prix) — один их этапов соревнования среди одноместных электрических автомобилей чемпионата Формулы-E. Проводится на временной трассе в Риме на улицах квартала всемирной выставки. Впервые этап был проведен в сезоне 2017—18.

## История
В апреле 2017 года местное собрание Рима единогласно утвердило разрешение на проведение гонки квартале всемирной выставки. В июне того же Формула-E выпустила предварительный календарь сезона 2017/2018, который включал в себя римский этап. В октябре организаторы этапа представили конфигурацию трассы протяжённостью 2,87 км, которая стала второй по длине в календаре. Первый раз этап состоялся 14 апреля 2018 года, победу в нём одержал Сэм Бёрд, пилот команды Envision Virgin Racing.
В 2020 году планировавшийся этап был отменён из-за пандемии COVID-19.

## Трасса
Первые два этапа проходили на трассе длиной 2,87 км, которая содержала 21 поворот и проходила по улицам квартала всемирной выставки. В феврале 2021 года организаторы представили новую, более длинную конфигурацию трассы длиной 3,385 км, содержащую 19 поворотов, которая тоже располагается в квартала всемирной выставки. Обновлённая версия содержит более длинные прямые, которые должны дать больше возможностей для обгонов.

## Победители
| Сезон   | Сезон   | Дата проведения                  | №                                | Пилот                            | Команда                          | Трасса                           | Отчёт                            |
| ------- | ------- | -------------------------------- | -------------------------------- | -------------------------------- | -------------------------------- | -------------------------------- | -------------------------------- |
| 2022—23 | Гонка 2 | 16 июля 2023                     | 8                                | Джейк Деннис                     | Andretti Formula E               | Circuito Cittadino dell’EUR      | Отчёт                            |
| 2022—23 | Гонка 1 | 15 июля 2023                     | 7                                | Митч Эванс                       | Jaguar Racing                    | Circuito Cittadino dell’EUR      | Отчёт                            |
| 2021—22 | Гонка 2 | 10 апреля 2022                   | 6                                | Митч Эванс                       | Jaguar Racing                    | Circuito Cittadino dell’EUR      | Отчёт                            |
| 2021—22 | Гонка 1 | 9 апреля 2022                    | 5                                | Митч Эванс                       | Jaguar Racing                    | Circuito Cittadino dell’EUR      | Отчёт                            |
| 2020—21 | Гонка 2 | 11 апреля 2021                   | 4                                | Стоффель Вандорн                 | Mercedes-Benz EQ                 | Circuito Cittadino dell’EUR      | Отчёт                            |
| 2020—21 | Гонка 1 | 10 апреля 2021                   | 3                                | Жан-Эрик Вернь                   | DS Techeetah                     | Circuito Cittadino dell’EUR      | Отчёт                            |
| 2019—20 | 2019—20 | Отменена из-за пандемии COVID-19 | Отменена из-за пандемии COVID-19 | Отменена из-за пандемии COVID-19 | Отменена из-за пандемии COVID-19 | Отменена из-за пандемии COVID-19 | Отменена из-за пандемии COVID-19 |
| 2018—19 | 2018—19 | 13 апреля 2019                   | 2                                | Митч Эванс                       | Jaguar Racing                    | Circuito Cittadino dell’EUR      | Отчёт                            |
| 2017—18 | 2017—18 | 14 апреля 2018                   | 1                                | Сэм Бёрд                         | Envision Virgin Racing           | Circuito Cittadino dell’EUR      | Отчёт                            |

## Галерея

Конфигурация трассы, использовавшейся в 2018 и в 2019 годах